# Abraxas
Abraxas, rod leptira iz porodice Grbica (Geometridae) koji se sastoji od najmanje 170 vrsta
U Hrvatskoj je poznata vrsta jasenova grbica (A. pantaria), koji u povremenim masovnim javljanjima čini štetu na jasenovim stablima.

## Vrste
- Abraxas aberdoniensis Rayner, 1923
- Abraxas abrasata Warren, 1898
- Abraxas actinota Rayner, 1920
- Abraxas adelphica Wehrli, 1932
- Abraxas adilluminata Inoue, 1984
- Abraxas adusta Hampson, 1891
- Abraxas aequimargo Semper, 1901
- Abraxas aesia Prout, 1925
- Abraxas aesiopsis Inoue, 1970
- Abraxas albidivisa Inoue, 1943
- Abraxas albipalliata Rayner, 1909
- Abraxas albiplaga Warren, 1894
- Abraxas albiquadrata Warren, 1897
- Abraxas albispatiata Rayner, 1909
- Abraxas albomarginata Rayner, 1903
- Abraxas albovarleyata Porritt, 1917
- Abraxas alona Thierry-Mieg, 1910
- Abraxas alpestris Warren, 1893
- Abraxas amicula Wehrli, 1935
- Abraxas angustifasciata Rayner, 1920
- Abraxas antemarginata Rayner, 1923
- Abraxas antinebulosa Inoue, 1984
- Abraxas aphorista Prout, 1927
- Abraxas ardana Thierry-Mieg, 1910
- Abraxas arfaki Bethune-Baker, 1911
- Abraxas argyphea Cockayne, 1946
- Abraxas argyrosticta Hampson, 1907
- Abraxas asemographa Wehrli, 1931
- Abraxas asignata Bytinsky-Salz & Brandt, 1937
- Abraxas ateles Wehrli, 1935
- Abraxas auchmodes Wehrli, 1931
- Abraxas aureofasciata Porritt, 1920
- Abraxas aureomarginata Cockayne, 1951
- Abraxas aureopicta Cockayne, 1951
- Abraxas aurivestita Cockayne, 1934
- Abraxas austerior Wehrli, 1939
- Abraxas axantha Rayner, 1903
- Abraxas baccata Warren, 1897
- Abraxas basicaerulea Hutchinson, 1969
- Abraxas bifasciata Hannemann, 1919
- Abraxas brevifasciata Lempke, 1970
- Abraxas calypta Wehrli, 1935
- Abraxas candida Rayner, 1903
- Abraxas capitata Warren, 1894
- Abraxas cataria Guenée, 1858
- Abraxas celidota Wehrli, 1931
- Abraxas centralipuncta Rayner, 1910
- Abraxas centrisinensis Wehrli, 1939
- Abraxas ceramensis Prout, 1932
- Abraxas chalcobares Rayner, 1907
- Abraxas chalcostrota Cockayne, 1949
- Abraxas chalcozona Rayner, 1903
- Abraxas chrysostrota Rayner, 1909
- Abraxas circinata Wehrli, 1935
- Abraxas circumducta Walker, 1866
- Abraxas circumnotata Cockayne, 1952
- Abraxas clara Walker, 1864
- Abraxas cliftoniana Rayner, 1907
- Abraxas comminuta Warren, 1899
- Abraxas conferta Swinhoe, 1893
- Abraxas confluens Hannemann, 1919
- Abraxas confluentaria Warren, 1895
- Abraxas conialeuca Wehrli, 1931
- Abraxas conspurcata Butler
- Abraxas consputa Bastelberger, 1909
- Abraxas continua Lempke, 1951
- Abraxas continuata Warren, 1907
- Abraxas copha Prout, 1916
- Abraxas cos Wehrli, 1935
- Abraxas cosmia Wehrli, 1931
- Abraxas crocea Rayner, 1920
- Abraxas crocearia Hampson, 1891
- Abraxas croceolineata Lempke, 1970
- Abraxas culpini Prout, 1915
- Abraxas cuneata Rayner, 1909
- Abraxas cuneifera Warren, 1895
- Abraxas cupreilluminata Inoue, 1984
- Abraxas cupreofasciata Rayner, 1909
- Abraxas curvilinearia Leech, 1897
- Abraxas cyclobalia West, 1929
- Abraxas degener Warren, 1894
- Abraxas deleta Cockerell, 1889
- Abraxas deminuta Warren, 1894
- Abraxas determinata Warren, 1894
- Abraxas diaphana Warren, 1893
- Abraxas diastema Prout, 1926
- Abraxas dichostata Prout, 1927
- Abraxas diluta Lempke, 1951
- Abraxas discata Warren, 1897
- Abraxas discoparallela Wehrli, 1931
- Abraxas disrupta Warren, 1894
- Abraxas distitans Lucas, 1901
- Abraxas ditritaria Walker, 1862
- Abraxas dohrnii König, 1883
- Abraxas dzungarica Wehrli, 1939
- Abraxas elaioides Wehrli, 1931
- Abraxas epipercna Wehrli, 1931
- Abraxas eremodisca Rayner, 1920
- Abraxas etridoides Hampson, 1895
- Abraxas expectata Warren, 1902
- Abraxas exquisita Porritt, 1919
- Abraxas exquisitaaenae Rayner, 1920
- Abraxas extralineata Warren, 1899
- Abraxas faceta Inoue, 1987
- Abraxas fasciaria Guerin-Meneville, 1843
- Abraxas fasciariata Guenée, 1858
- Abraxas fasciata Lempke, 1951
- Abraxas flaveata Hampson, 1895
- Abraxas flavimacula Warren, 1896
- Abraxas flavipalliata Rayner, 1909
- Abraxas flavisinuata Warren, 1894
- Abraxas flavobasalis Leech, 1897
- Abraxas flavofasciata Huene, 1901
- Abraxas fletcheri Inoue, 1984
- Abraxas formosa Cockayne, 1951
- Abraxas formosilluminata Inoue, 1984
- Abraxas fractifasciata Rayner, 1920
- Abraxas friedrichi Wehrli, 1935
- Abraxas fulvapicata Rayner, 1903
- Abraxas fulvobasalis Warren, 1894
- Abraxas fumicolor Warren, 1898
- Abraxas fuscescens Butler, 1886
- Abraxas gephyra West, 1929
- Abraxas germana Swinhoe, 1891
- Abraxas glomerata Cockayne, 1934
- Abraxas gloriosa Rayner
- Abraxas granifera Warren
- Abraxas granulifera Warren, 1898
- Abraxas grisearia Leech, 1897
- Abraxas grossulariata Linnaeus, 1758
- Abraxas gunsana Inoue, 1970
- Abraxas guttata Hannemann, 1919
- Abraxas harutai Inoue, 1970
- Abraxas hazeleighensis Rayner, 1903
- Abraxas hemerophiloides Wehrli, 1931
- Abraxas heringi Kardakoff, 1928
- Abraxas honei Wehrli, 1925
- Abraxas hypsata Felder, 1874
- Abraxas igneofasciata Rayner, 1909
- Abraxas ijimai Inoue, 1955
- Abraxas illuminata Warren, 1894
- Abraxas impunctifasciata Auslow, 1918
- Abraxas incolorata Warren, 1894
- Abraxas infrabifasciata Rayner, 1909
- Abraxas infrafasciata Rayner, 1909
- Abraxas infraguttata Cockayne, 1949
- Abraxas inframaculata Stovin, 1939
- Abraxas intensa Cockerell, 1906
- Abraxas intermedia Warren, 1888
- Abraxas interpunctata Warren, 1905
- Abraxas intervacuata Warren, 1896
- Abraxas invasata Warren, 1897
- Abraxas iochalca Rayner, 1909
- Abraxas irrorata Moore, 1867
- Abraxas irrula Hampson, 1891
- Abraxas ischna Wehrli, 1939
- Abraxas ischnophragma Prout, 1929
- Abraxas japanibia Wehrli, 1935
- Abraxas joyceyi Prout, 1929
- Abraxas juncta Lempke, 1970
- Abraxas kanoi Inoue, 1970
- Abraxas kanshireiensis Wileman, 1915
- Abraxas kansuensis Wehrli, 1932
- Abraxas kansuvolans Wehrli, 1939
- Abraxas karafutonis Matsumura, 1925
- Abraxas labraria Guenée, 1858
- Abraxas lacteanigra Rayner, 1909
- Abraxas lacteasparsa Rayner, 1907
- Abraxas latifasciata Warren, 1894
- Abraxas latilimbata Cockayne, 1951
- Abraxas latizonata Hampson, 1907
- Abraxas leopardina Kollar, 1844
- Abraxas leopardinata Guenée, 1858
- Abraxas lepida Wehrli, 1935
- Abraxas leucaphrodes Wehrli, 1935
- Abraxas leucoloepa Prout, 1928
- Abraxas leucomelaina Cockayne, 1951
- Abraxas leucosticta Rayner, 1920
- Abraxas leucostola Hampson, 1893
- Abraxas lilacifasciata Cockayne, 1949
- Abraxas lilacina Cockayne, 1949
- Abraxas liliput Bryk, 1948
- Abraxas lobata Hampson, 1895
- Abraxas lugubris Prout, 1925
- Abraxas lunulata Porritt, 1920
- Abraxas lutea Cockerell
- Abraxas luteavarleyata Porritt, 1920
- Abraxas luteolaria Swinhoe, 1889
- Abraxas luteovenata Lempke, 1951
- Abraxas lutescens Lempke, 1951
- Abraxas macroplaca Joannis, 1929
- Abraxas macroplaga Wehrli, 1935
- Abraxas macularia Herz, 1905
- Abraxas maculicincta Walker, 1866
- Abraxas magnimaculata Lempke, 1970
- Abraxas magnipuncta Lempke, 1951
- Abraxas major Wehrli, 1935
- Abraxas malmundariense Donckier, 1881
- Abraxas marginata Moore, 1878
- Abraxas martaria Guenée, 1858
- Abraxas martiaria Wehrli, 1932
- Abraxas mediofasciata Lempke, 1951
- Abraxas melanapicata Porrit, 1921
- Abraxas melanoneura Cockayne, 1951
- Abraxas melanozona Rayner, 1903
- Abraxas membranacea Warren, 1894
- Abraxas memorabilis Inoue, 1946
- Abraxas metabasis Prout, 1927
- Abraxas metamorpha Warren, 1893
- Abraxas microtate Wehrli, 1931
- Abraxas minax Inoue, 1953
- Abraxas minor Herz, 1905
- Abraxas miranda Butler, 1878
- Abraxas mixta Porritt, 1920
- Abraxas moniliata Warren, 1897
- Abraxas montivolans Wehrli, 1925
- Abraxas monychata Felder, 1875
- Abraxas mosaria Swinhoe, 1917
- Abraxas nebularia Leech, 1897
- Abraxas neomartaria Inoue, 1970
- Abraxas nepalensis Inoue, 1970
- Abraxas nepalilluminata Inoue, 1970
- Abraxas nephodes Wehrli, 1939
- Abraxas nigra Rayner, 1909
- Abraxas nigralbata Cockayne, 1951
- Abraxas nigrescens Hannemann, 1919
- Abraxas nigricostata Rayner, 1909
- Abraxas nigrivena Warren, 1893
- Abraxas nigroapicata Rayner, 1923
- Abraxas nigrocaerulea Rayner, 1909
- Abraxas nigrocellata Lempke, 1970
- Abraxas nigrocincta Auslow, 1918
- Abraxas nigrocingulata Cockayne, 1946
- Abraxas nigrocretacea Rayner, 1923
- Abraxas nigrofasciata Rayner, 1909
- Abraxas nigrofusa Rayner, 1920
- Abraxas nigrolineata Rayner, 1923
- Abraxas nigrolutea Rayner, 1907
- Abraxas nigropalliata Cockayne, 1951
- Abraxas nigroradiata Rebel, 1904
- Abraxas nigrosparsata Rayner, 1903
- Abraxas nigrotincta Rayner, 1910
- Abraxas nigrovarleyata Porritt, 1920
- Abraxas nigrovelata Cockayne, 1939
- Abraxas nigrovenata Rayner, 1909
- Abraxas niphonibia Wehrli, 1935
- Abraxas notabilis Wehrli, 1929
- Abraxas notata Warren, 1894
- Abraxas obscura Cockerell, 1889
- Abraxas obscurifrons Wehrli, 1935
- Abraxas odersfeltia Porritt, 1920
- Abraxas omissa Warren, 1907
- Abraxas orientalis Staudinger, 1901
- Abraxas ostrina Swinhoe, 1889
- Abraxas ovalidisca Cockayne, 1951
- Abraxas pantaria Linnaeus, 1767
- Abraxas pantarioides Spitz, 1908
- Abraxas pantata Duponchel, 1830
- Abraxas pantherata Borkhausen, 1794
- Abraxas parvimiranda Inoue, 1984
- Abraxas parvipunctata Warren, 1905
- Abraxas paucinotata Warren, 1894
- Abraxas paucisignata Lempke, 1951
- Abraxas pauxilla Wehrli, 1935
- Abraxas perchaotica Wehrli, 1931
- Abraxas permaculosa Wehrli, 1935
- Abraxas permutans Wehrli, 1931
- Abraxas pernigrata Thierry-Mieg, 1910
- Abraxas persimplex Inoue, 1984
- Abraxas persuspecta Wehrli, 1935
- Abraxas phaia Wehrli, 1939
- Abraxas picaria Moore, 1867
- Abraxas placata Inoue, 1984
- Abraxas pleniguttata Warren, 1897
- Abraxas plumbea Rebel, 1910
- Abraxas plumbeata Cockerell, 1906
- Abraxas plurifasciata Rayner, 1920
- Abraxas poliaria Swinhoe, 1889
- Abraxas poliostrota Hampson, 1907
- Abraxas polysticta Wehrli, 1931
- Abraxas postfimbriata Cockayne, 1951
- Abraxas postmarginata Rayner, 1923
- Abraxas praepiperata Wehrli, 1935
- Abraxas privata Bastelberger, 1905
- Abraxas proicteriodes Wehrli, 1931
- Abraxas propior Wehrli, 1935
- Abraxas propsara Wehrli, 1935
- Abraxas prosthetocneca Prout, 1925
- Abraxas pulchra Rayner, 1919
- Abraxas pulchraaena Rayner, 1920
- Abraxas punctaria Leech, 1897
- Abraxas punctifera Walker, 1864
- Abraxas punctisignaria Leech, 1897
- Abraxas pura Lempke, 1970
- Abraxas purissima Cockayne, 1952
- Abraxas pusilla Butler, 1880
- Abraxas quadrimorpha Inoue, 1987
- Abraxas quasivarleyata Hutchinson, 1969
- Abraxas radiata Hannemann, 1919
- Abraxas radioreversa Cockayne, 1951
- Abraxas raynori Porritt, 1920
- Abraxas reducta Hannemann, 1917
- Abraxas reticularia Leech, 1897
- Abraxas rhusiocirra Wehrli, 1931
- Abraxas ribesata Staudinger, 1892
- Abraxas rubrolutea Rayner, 1909
- Abraxas rufomaculata Lempke, 1951
- Abraxas satoi Inoue, 1972
- Abraxas sebaria Cockayne, 1951
- Abraxas semilivens Wehrli, 1935
- Abraxas semilugens Warren, 1893
- Abraxas semilutea Rayner, 1910
- Abraxas seminigra Cockayne, 1939
- Abraxas semiturpis Warren, 1897
- Abraxas semiusta West, 1929
- Abraxas semiviolacea Rayner, 1903
- Abraxas sesquilineata Warren, 1899
- Abraxas sexstrigata Cockayne, 1951
- Abraxas shensica Wehrli, 1935
- Abraxas shigernaei Inoue, 1970
- Abraxas sibilloides Bastelberger, 1908
- Abraxas sinicaria Leech, 1897
- Abraxas sinilluminata Wehrli, 1935
- Abraxas sinimartaria Wehrli, 1935
- Abraxas sinopicaria Wehrli, 1935
- Abraxas sordida Hampson, 1893
- Abraxas sparsatahazeleighensis Porritt, 1920
- Abraxas sparsatavarleyata Porritt, 1920
- Abraxas sporocrossa Turner, 1922
- Abraxas steniabraxas Bryk, 1942
- Abraxas stictotaenia Wehrli, 1932
- Abraxas stresemanni Rothschild, 1915
- Abraxas striata Cockayne, 1952
- Abraxas subangulata Rayner, 1923
- Abraxas subflava Wehrli, 1935
- Abraxas subhyalinata Röber, 1891
- Abraxas submartiaria Wehrli, 1932
- Abraxas submartiaris Wehrli, 1932
- Abraxas subviolacea Rayner, 1903
- Abraxas suffusa Warren, 1894
- Abraxas sugitanii Inoue, 1942
- Abraxas superpicaria Inoue, 1970
- Abraxas supralutea Rayner, 1920
- Abraxas suspecta Warren, 1894
- Abraxas sylvata Scopoli, 1763
- Abraxas symmetrica Warren, 1894
- Abraxas syngenica Wehrli, 1935
- Abraxas tacticolor Rayner, 1903
- Abraxas taiwanensis Inoue, 1984
- Abraxas tatsienlua Wehrli, 1931
- Abraxas tenellula Inoue, 1984
- Abraxas tenuisuffusa Inoue, 1984
- Abraxas todara Swinhoe, 1889
- Abraxas tortuosaria Leech, 1897
- Abraxas transversa Tutt, 1897
- Abraxas transvisata Warren, 1904
- Abraxas triangulata Hutchinson, 1969
- Abraxas trigonomorpha Inoue, 1987
- Abraxas triseriaria Herrich-Schäffer, 1855
- Abraxas triseriata Warren, 1893
- Abraxas ulmaria Hübner, 1825
- Abraxas ulmata Fabricius, 1775
- Abraxas unilineata Cockayne, 1952
- Abraxas unisinuata Warren, 1896
- Abraxas urganda Stoll, 1781
- Abraxas urgandata Guenée, 1858
- Abraxas varleyata Porritt, 1883
- Abraxas vauata Porritt, 1920
- Abraxas venusta Cockayne, 1951
- Abraxas viduata Warren, 1898
- Abraxas virginalis Butler, 1886
- Abraxas wassuensis Wehrli, 1939
- Abraxas wegneri Prout, 1935
- Abraxas wehrlii Bytinsky-Salz & Brandt, 1937
- Abraxas wilemani Inoue, 1984
- Abraxas xantha Rayner, 1920